# Frans Bouwmeester
Frans Bouwmeester (Breda, 19 mei 1940) is een Nederlands voormalig voetballer  die als linksbuiten of linksbinnen uitkwam voor NAC, Feijenoord, Racing White en DFC. Hij speelde vijf interlands voor het Nederlands elftal. Later werd hij scout.

## Loopbaan

### Beginjaren
Hij begon op zijn negende met voetbal bij NAC. Toen hij zich in 1949 aanmeldde bij de club, speelden zijn oudere broers Herman en Karel al in het eerste elftal. Het gezin Bouwmeester woonde in de oude volksbuurt De Gampel vlak bij het voormalige NAC-stadion aan de Beatrixstraat. De huizen werden later gesloopt. Vader Frans Bouwmeester handelde in lompen en metalen vanuit een loods die achter het woonhuis stond. Zijn zoon Frans nam het bedrijf, dat later werd uitgebreid met vorkheftrucks, over.

### Jeugdinternational
Frans Bouwmeester maakte als zestienjarige zijn debuut voor NAC op 20 januari 1957 in de thuiswedstrijd tegen Ajax (1-1).
Hij debuteerde in hetzelfde jaar ook als jeugdinternational. In de wedstrijd met Nederland –19 tegen het Engelse jeugdteam maakte hij indruk op 2 oktober 1957. Hij zette Nederland binnen tien minuten op een 2-0 voorsprong in het Olympisch stadion in Amsterdam. De Engelsen wonnen uiteindelijk met 2-3. Tijdens een toernooi in Luxemburg in april 1958 werd hij na een stapavond naar huis gestuurd.
Bouwmeester speelde twaalf jeugdinterlands waarin hij zes keer scoorde.

### Begin bij NAC
NAC was midden jaren vijftig een topclub in Nederland. Zowel in 1955 als in 1956 was de Bredase club, met telkens een tweede plaats, dicht bij het landskampioenschap. De landstitel ging respectievelijk naar Willem II en Rapid JC. Bouwmeester speelde in de voorhoede samen met de internationals Leo Canjels en Louis Overbeeke. NAC moest het in het seizoen 1959/60 grotendeels zonder de geblesseerde Canjels doen die twee jaar op rij topschutter van de Eredivisie was. Bouwmeester werd dat seizoen met elf treffers clubtopscorer van NAC dat eindigde op de vijfde plaats. Hij kwam toen ook als 19-jarige in het Nederlands elftal. Hij maakte zijn debuut op 21 oktober 1959 in de met 7-0 verloren wedstrijd tegen West-Duitsland.

### Topjaren Feijenoord
De jonge aanvaller stond in de belangstelling van Ajax en PSV maar hij ging na de zomer van 1960 in op het aanbod van Feijenoord. In Rotterdam vormde hij als linksbinnen een koppel met linksbuiten Coen Moulijn. Met Cor van der Gijp en Henk Schouten als medeaanvallers beleefde hij twee topjaren. Feijenoord werd in 1961 en 1962 landskampioen. Na twee mindere jaren, waarin hij kampte met allerlei blessures, pakte hij in 1965 met Feijenoord zijn derde landstitel. Ook wonnen de Rotterdammers dat jaar de KNVB Beker. In de finale op 29 mei 1965 in het eigen stadion won Feijenoord met 1-0 van Go Ahead. Bouwmeester scoorde vlak voor tijd het winnende doelpunt.
Door de drie landstitels nam Feijenoord drie keer deel aan de Europacup I voor landskampioenen. In het seizoen 1962/63 bereikte de Rotterdamse club de halve finale waarin het werd uitgeschakeld door Benfica. Na de 0-0 thuis op 10 april 1963 verloor Feijenoord op 8 mei in Lissabon met 3-1. Bouwmeester scoorde de enige Rotterdamse treffer.

### Terug naar NAC
Na zes Rotterdamse jaren ging hij in 1966 terug naar zijn oude club NAC. Hij zag bij zijn terugkeer weinig voormalige teamgenoten terug. NAC bereikte dat seizoen de finale van de KNVB Beker. De eindstrijd op 7 juni 1967 ging tegen Ajax met 2-1 verloren. Doordat Ajax ook landskampioen werd, mocht NAC deelnemen aan het Europacup II-toernooi voor bekerwinnaars. Na de uitschakeling van Floriana uit Malta verloor NAC in de tweede ronde van Cardiff City. Bouwmeester speelde alleen de beide thuisduels omdat hij liever niet in het vliegtuig stapte.
In dit seizoen kreeg hij gezelschap van zijn jongere naamgenoot Frans Bouwmeester jr., de zoon van zijn broer Karel. 
Hij kwam in zijn laatste seizoen bij NAC in aanvaring met trainer Leo Canjels met wie hij jarenlang samenspeelde. De met 0-2 verloren thuiswedstrijd tegen Ajax op 12 januari 1969 was zijn laatste duel als basisspeler. Na enkele invalbeurten in de tweede competitiehelft wilde hij weg bij NAC. Hij vertrok naar de Belgische Eersteklasser Racing White.

### Afbouwen bij DFC
Bij Racing White liep hij al snel een voetblessure op waardoor hij slechts in een competitieduel kon meedoen. Hij kreeg een conflict met de clubleiding en werd geschorst. Eind oktober kwam het tot een breuk en Bouwmeester verklaarde terug te willen naar Nederland. Hij trainde vanaf november mee met DFC en speelde op 28 december met de club uit Dordrecht voor de eerste keer in de Eerste divisie. Na anderhalf jaar stopte hij en in het seizoen 1971/72 bouwde hij af in het tweede elftal van DFC. 

### Nederlands elftal
Hij speelde verspreid over negen jaar vijf interlands. Na zijn debuut in 1959 droeg hij in zijn Feijenoord-periode drie keer het Oranje-shirt. Voor het laatst op 9 december 1964 onder bondscoach Denis Neville, thuis tegen Engeland (1-1). Hij kwam vier jaar later toch weer in beeld voor het Nederlands elftal. Voor de belangrijke kwalificatiewedstrijd tegen Bulgarije op 27 oktober 1968 kon bondscoach Georg Keßler niet beschikken over de aanvallers Johan Cruijff, Piet Keizer en Theo Pahlplatz. Bouwmeester maakte hierdoor zijn rentree als linksbuiten. Nederland verloor met 2-0 en miste het WK 1970 in Mexico.
Hij was scout bij Willem II van 1992 tot 1994, daarna van Feyenoord en van 2005 tot 2014 bij NAC Breda. Hij onderging in 2015 een niertransplantatie waarbij hij een nier van zijn dochter ontving.
Het 'Bouwmeesterveld', een oefenveld van NAC, is vernoemd naar de drie voetballende broers.

## Clubstatistieken
| Seizoen | Club         | Land      | Competitie     | Competitie | Competitie | Beker | Beker | Internationaal | Internationaal | Overig | Overig | Totaal | Totaal |
| Seizoen | Club         | Land      | Competitie     | Wed.       | Dlp.       | Wed.  | Dlp.  | Wed.           | Dlp.           | Wed.   | Dlp.   | Wed.   | Dlp.   |
| ------- | ------------ | --------- | -------------- | ---------- | ---------- | ----- | ----- | -------------- | -------------- | ------ | ------ | ------ | ------ |
| 1956/57 | NAC          | Nederland | Eredivisie     | 6          | 2          | 0     | 0     | 0              | 0              | 0      | 0      | 6      | 2      |
| 1957/58 | NAC          | Nederland | Eredivisie     | 31         | 4          | 3     | 0     | 0              | 0              | 0      | 0      | 34     | 4      |
| 1958/59 | NAC          | Nederland | Eredivisie     | 31         | 8          | 5     | 5     | 0              | 0              | 0      | 0      | 36     | 13     |
| 1959/60 | NAC          | Nederland | Eredivisie     | 30         | 11         | –     | 0     | 0              | 0              | 0      | 0      | 30     | 11     |
| 1960/61 | Feijenoord.  | Nederland | Eredivisie     | 33         | 11         | 3     | 0     | 0              | 0              | 0      | 0      | 36     | 11     |
| 1961/62 | Feijenoord   | Nederland | Eredivisie     | 30         | 11         | 1     | 0     | 3              | 4              | 0      | 0      | 34     | 15     |
| 1962/63 | Feijenoord   | Nederland | Eredivisie     | 15         | 3          | 2     | 0     | 7              | 2              | 0      | 0      | 24     | 5      |
| 1963/64 | Feijenoord   | Nederland | Eredivisie     | 18         | 9          | 4     | 3     | 0              | 0              | 0      | 0      | 22     | 12     |
| 1964/65 | Feijenoord   | Nederland | Eredivisie     | 20         | 5          | 5     | 2     | 0              | 0              | 0      | 0      | 25     | 7      |
| 1965/66 | Feijenoord   | Nederland | Eredivisie     | 23         | 5          | 1     | 0     | 2              | 0              | 0      | 0      | 26     | 5      |
| 1966/67 | NAC          | Nederland | Eredivisie     | 20         | 3          | 5     | 3     | 0              | 0              | 0      | 0      | 25     | 6      |
| 1967/68 | NAC          | Nederland | Eredivisie     | 29         | 2          | 2     | 1     | 2              | 0              | 0      | 0      | 33     | 3      |
| 1968/69 | NAC          | Nederland | Eredivisie     | 18         | 0          | 2     | 0     | 0              | 0              | 0      | 0      | 20     | 0      |
| 1969/70 | Racing White | België    | Eerste klasse  | 1          | 0          | 0     | 0     | 0              | 0              | 0      | 0      | 1      | 0      |
| 1969/70 | DFC          | Nederland | Eerste divisie | 14         | 2          | 0     | 0     | 0              | 0              | 0      | 0      | 14     | 2      |
| 1970/71 | DFC          | Nederland | Eerste divisie | 9          | 0          | 1     | 0     | 0              | 0              | 0      | 0      | 10     | 0      |
| Totaal  | Totaal       | Totaal    | Totaal         | 328        | 76         | 34    | 14    | 14             | 6              | 0      | 0      | 376    | 96     |